# LRRK2
کیناز ۲ با تکرارهای غنی از لوسین (انگلیسی: Leucine-rich repeat kinase 2) یا به اختصار «LRRK2» که با نام «داردارین» (برگرفته از واژهٔ dardara در زبان باسکی به معنای لرزش) هم شناخته می‌شود، یک آنزیم کیناز بزرگ و چندمنظوره است که یک در انسان توسط ژن «LRRK2» کُدگذاری می‌شود. این آنزیم متعلق به خانواده‌ای از کینازهاست که در ساختمان خود دارای تکرار غنی از لوسین هستند. واریانت‌هایی از این ژن با افزایش ابتلا به بیماری پارکینسون و بیماری کرون مرتبط است.
این ژن نوعی پروتئین را کد می‌کند که دارای ناحیه‌ای از توالی آرمادیلو (ARM)، یک تکرار آنکرین (ANK)، دومِـین تکرار غنی از لوسین (LRR)، دومِـین کیناز، دومِـین RAS، دومِـین جی‌تی‌پی‌آز و دومِـین تکرار WD40 است. پروتئین تا حد زیادی در سیتوپلاسم وجود دارد اما با غشای خارجی میتوکندری نیز مرتبط است.
این پروتئین با پایانه-C دومین انگشت رینگ از مولکول پارکین تعامل دارد. در ژن یاد شده سبب آپوپتوز در سلول‌های نوروبلاستوما و در نورون‌های قشر مغز موش‌ها می‌شود.
بیان ژن‌های جهش یافتهٔ LRRK2 دخیل در بیماری پارکینسون اتوزومال غالب، باعث کوتاه شدن و ساده‌سازی شاخه‌های دندریت نورون‌ها در داخل بدن و همچنین در نورون‌های کشت‌شده آزمایشگاهی می‌شود. این تا حدی با تغییرات در ماکرو-اُتوفاژی انجام می‌شود و می‌توان با تنظیم پروتئین کیناز آ در پروتئین اتوفاژی LC3 از آن جلوگیری کرد.

## اهمیت بالینی
جهش در ژن «LRRK2» با بروز بیماری پارکینسون؛ نوع ۸ و بیماری کرون در ارتباط است.

## برای مطالعهٔ بیشتر
- Singleton AB (August 2005). "Altered alpha-synuclein homeostasis causing Parkinson's disease: the potential roles of dardarin". Trends in Neurosciences. 28 (8): 416–21. doi:10.1016/j.tins.2005.05.009. PMID 15955578. S2CID 53204736.
- Mata IF, Wedemeyer WJ, Farrer MJ, Taylor JP, Gallo KA (May 2006). "LRRK2 in Parkinson's disease: protein domains and functional insights". Trends in Neurosciences. 29 (5): 286–93. doi:10.1016/j.tins.2006.03.006. PMID 16616379. S2CID 11458231.
- Haugarvoll K, Wszolek ZK (July 2006). "PARK8 LRRK2 parkinsonism". Current Neurology and Neuroscience Reports. 6 (4): 287–94. doi:10.1007/s11910-006-0020-0. PMID 16822348. S2CID 25252449.
- Bonifati V (September 2006). "The pleomorphic pathology of inherited Parkinson's disease: lessons from LRRK2". Current Neurology and Neuroscience Reports. 6 (5): 355–7. doi:10.1007/s11910-996-0013-z. PMID 16928343. S2CID 41352829.
- Schapira AH (September 2006). "The importance of LRRK2 mutations in Parkinson disease". Archives of Neurology. 63 (9): 1225–8. doi:10.1001/archneur.63.9.1225. PMID 16966498.
- Whaley NR, Uitti RJ, Dickson DW, Farrer MJ, Wszolek ZK (2006). "Clinical and pathologic features of families with LRRK2-associated Parkinson's disease". Parkinson's Disease and Related Disorders. Journal of Neural Transmission. Supplementum. pp. 221–229. doi:10.1007/978-3-211-45295-0_34. ISBN 978-3-211-28927-3. PMID 17017533.
- Gasser, T. (2006). "Molecular genetic findings in LRRK2 American, Canadian and German families". Parkinson's Disease and Related Disorders. Journal of Neural Transmission. Supplementum. pp. 231–234. doi:10.1007/978-3-211-45295-0_35. ISBN 978-3-211-28927-3. PMID 17017534.
- Tan EK (November 2006). "Identification of a common genetic risk variant (LRRK2 Gly2385Arg) in Parkinson's disease". Annals of the Academy of Medicine, Singapore. 35 (11): 840–2. doi:10.47102/annals-acadmedsg.V35N11p840. PMID 17160203.